# Hamzalı, Çekerek
Hamzalı là một xã thuộc huyện Çekerek, tỉnh Yozgat, Thổ Nhĩ Kỳ. Dân số thời điểm năm 2010 là 322 người.